# Uloborus chinmoyiae
Espèce
Uloborus chinmoyiae est une espèce d'araignées aranéomorphes de la famille des Uloboridae.

## Distribution
Cette espèce est endémique du Bangladesh. Elle se rencontre vers Jhenidah.

## Description
Le mâle holotype mesure 4,25 mm.

## Étymologie
Cette espèce est nommée en l'honneur de Chinmoyi Chanda.

## Publication originale
- Biswas & Raychaudhuri, 2013 : Description of a new species of the genus Uloborus Latreille from Bangladesh (Araneae: Araneidae). Records of the Zoological Survey of India, vol. 113, no 2, p. 163-167 (texte intégral).